# Cobham (azienda)
Cobham Limited è un'azienda britannica con sede a Wimborne Minster, in Inghilterra. Cobham è stata originariamente fondata da Sir Alan Cobham come Flight Refueling Limited nel 1934.
L'impresa è attiva nel mondo della difesa e ha sviluppato la migliore tecnologia per il rifornimento in volo dei velivoli. È, inoltre, nota per essersi aggiudicata numerosi appalti in ambito militare con le forze armate del Regno Unito.